# Vergato
Vergato (emilián nyelven Varghè, helyi hegyi nyelvjárásban Vergà vagy Vargà) település Olaszországban, Emilia-Romagna régióban, Bologna megyében. Lakosainak száma 7544 fő (2023. január 1.). Vergato Castel d’Aiano, Gaggio Montano, Marzabotto, Valsamoggia, Zocca és Grizzana Morandi községekkel határos.

## Népesség
A település lakossága az elmúlt években az alábbi módon változott:
| Lakosok száma | 7352 | 7664 | 7544 |
|               | 2004 | 2018 | 2023 |